# Suffren (couraçado)
O Suffren foi um couraçado pré-dreadnought operado pela Marinha Nacional Francesa. Sua construção começou em janeiro de 1899 no Arsenal de Brest e foi lançado ao mar em julho do mesmo ano, porém sua equipagem e finalização foram adiadas pelo atraso de materiais e ele só foi comissionado em fevereiro de 1904. Era armado com uma bateria principal composta por quatro canhões de 305 milímetros montados em duas torres de artilharia duplas, tinha um deslocamento de quase treze mil toneladas e conseguia alcançar uma velocidade máxima de dezessete nós.
O couraçado teve uma carreira em tempos de paz marcada por acidentes e colisões com outros navios. Ele escoltou comboios de tropas do Norte da África quando a Primeira Guerra Mundial começou em 1914 e no ano seguinte foi designado para apoiar a Campanha de Galípoli, participando do bombardeio de fortificações otomanas. Em 1916 foi transferido para a Grécia a fim de impedir que os gregos interferissem na Frente da Macedônia. O Suffren acabou torpedeado e afundado pelo u-boot alemão SM U-52 em 26 de novembro, próximo do litoral de Portugal.

## Design e descrição
Os três couraçados da classe Charlemagne autorizados em 1893 ainda estavam em construção quando o Ministro da Marinha, Vice-amiral (Vice-almirante) Armand Besnard, conseguiu que a Câmara dos Deputados autorizasse o encouraçado Iéna em 1897 como um design melhorado do Charlemagne. A Câmara autorizou outro encouraçado no ano seguinte e Besnard, não desejando atrasar a construção pelo tempo necessário para um projeto inteiramente novo, solicitou uma versão ampliada e melhorada do Iéna.
Pretendia-se que o Suffren tivesse apenas melhorias modestas em armamento e armadura, mas o número de melhorias cresceu à medida que o projeto foi discutido pelo Conseil des travaux de la Marine (Conselho de Construção), de modo que era essencialmente um novo design, mantendo apenas alguns dos elementos de design do Iéna. As maiores mudanças foram que a maior parte do armamento secundário foi montada em torres, em vez das casamatas do Iéna, e o armazenamento de cartuchos para o armamento principal foi aumentado de 45 para sessenta tiros por arma.

### Características gerais

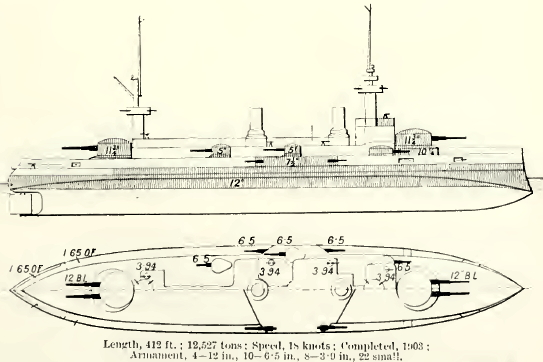
Planta do Anuário Naval de Brassey de 1912

O Suffren tinha 3,55 metros a mais do que o Iéna, tendo 125,91 metros de comprimento no geral. Ele tinha uma boca de 21,42 metros e um calado de 7,39 metros à proa e 8,22 à popa. Ele deslocava 12 432 toneladas em deslocamento normal e 12 892 em plena carga, cerca de setecentas toneladas a mais que o navio anterior. O Suffren foi equipado com quilhas de popa para reduzir seu rolamento. Sua tripulação contava com 31 oficiais e 637 homens como navio particular e 42 oficiais e setecentos marinheiros como nau capitânia.

### Propulsão
O Suffren era movido por três motores a vapor verticais de expansão tripla Indret, cada um acionando um eixo de hélice. O eixo central acionava uma hélice helicoidal de três pás e as hélices das bordas do casco eram de quatro pás; cada uma tinha 4,39 metros de diâmetro. Os motores utilizavam vapor fornecido por 24 caldeiras Niclausse a uma pressão de trabalho de 256 psi. Avaliados em um total de 12 100 kiloWatts, os motores foram concebidos para dar ao navio uma velocidade de dezessete nós (31 quilômetros por hora). Durante seus testes no mar em 12 de novembro de 1903, eles produziram 12 534 kiloWatts e proporcionaram uma velocidade máxima de 17,9 nós (33,2 quilômetros por hora). O navio transportava no máximo 1 233 toneladas de carvão que lhe permitia navegar por 5 715 quilômetros a uma velocidade de doze nós (22 quilômetros por hora). O Suffren carregava 52,15 toneladas de óleo combustível a ser pulverizado sobre o carvão para melhorar sua taxa de queima. A energia elétrica de oitenta volts do navio era fornecida por dois dínamos de seiscentos amperes e três de 1 200 amperes.

### Armamento
Assim como o Iéna, o armamento principal do Suffren consitia em quatro canhões Modèle 1893/96 de 305 milímetros e quarenta calibres em duas torres de canhão duplas, uma à frente e outra à ré da superestrutura. As torres eram giradas por motores elétricos, mas eram elevadas e abaixadas manualmente. Os canhões eram carregados em um ângulo de -5° e tinham uma elevação máxima de +15°. Eles disparavam projéteis perfurantes de 349,4 quilogramas a uma taxa de aproximadamente um tiro por minuto. Eles tinham uma velocidade inicial de 855 metros por segundo que proporcionavam um alcance de doze mil metros na elevação máxima. O Suffren carregava sessenta cartuchos para cada arma, com cada torre contendo suportes prontos para uso para 22 projéteis.
O armamento secundário do navio consistia em dez canhões Modèle 1893/96 de 164,7 milímetros e 45 calibres. Seis deles foram montados em torres de canhão único em cada lado da superestrutura e os quatro canhões restantes foram posicionados abaixo deles no convés superior em casamatas individuais que foram contrafeitas sobre o costado. As armas disparavam projéteis de 54,9 quilogramas a uma velocidade inicial de novecentos metros por segundo para um alcance máximo de 10 800 metros. Sua cadência teórica de tiro estava entre dois e três tiros por minuto. O Suffren carregava duzentos cartuchos para cada arma. Ele também carregava oito canhões Modèle 1893 de cem milímetros e 45 calibres em montagens blindadas no convés e na superestrutura. Essas armas disparavam projéteis de dezesseis quilogramas em 710 metros por segundo, que podia ser elevado até +20° para um alcance máximo de nove mil metros. Sua cadência máxima de tiro era de quatro tiros por minuto. O navio carregava dois mil cartuchos para essas armas.
Para defesa contra torpedeiros, o Suffren tinha 22 canhões QF 3-pounder Hotchkiss. Eles foram posicionados nos topos de combate e na superestrutura. Eles disparavam um projétil de 1,5 quilogramas a 650 metros pro segundo até um alcance máximo de cinco mil metros. Sua cadência de tiro máxima teórica era de quinze tiros por minuto, mas apenas sete tiros por minuto se provaram possíveis. O Suffren tinha 16 500 cartuchos para essas armas. Dois Canhões Hotchkiss Modèle 1885 de 37 milímetros também foram montados na ponte superior.
O navio estava equipado com quatro tubos de torpedo de 450 milímetros na lateral. Dois deles foram submersos, atrás da torre dianteira, e fixados em um ângulo de 30° lateralmente. Os dois tubos acima da água poderiam percorrer um ângulo de 80°. Normalmente o Suffren carregava doze torpedos Modèle 1892, dos quais quatro eram modelos de treinamento.

### Blindagem
O Suffren tinha um cinturão na linha d'água completo de armadura Harvey que tinha uma espessura máxima de tezentos milímetros a meia nau e reduzia para 250 na proa e 230 na popa. A borda inferior deste cinto era de 124 milímetros de espessura ao meio do navio e diluía para 113 na proa e cem milímetros na popa. As placas de blindagem tinham 2,5 metros de altura dos quais 1,4 estavam acima da linha d'água e 1,1 abaixo dele. Acima disso havia uma armadura de aço especial que se estendia da proa até a antepara transversal de popa, abaixo da torre do canhão principal de popa. Em espessura variava de setenta milímetros na proa para 110 milímetros no meio do navio. Esta armadura era apoiada por uma ensecadeira altamente subdividida destinada a reduzir inundações causadas por quaisquer golpes penetrantes, já que seus compartimentos eram preenchidos com "tijolos" resistentes à água de algas marinhas Zostera secas (briquettes de zostère). Os lados externos das casamatas eram protegidos por placas de aço especial 110 milímetros de espessura. As casamatas eram separadas por uma antepara transversal de oitenta milímetros e uma antepara central de cinquenta milímetros que subdividia as casamatas.
A blindagem da torre principal era de 290 milímetros de espessura com teto de cinquenta milímetros e as barbetas foram protegidas por 250 milímetros de armadura. A blindagem das torres secundárias variava de 102 milímetros à proa e e 192 milímetros à popa. A torre de comando tinha paredes de 224 a 274 milímetros de espessura e seu tubo de comunicações era protegido por 150 milímetros de armadura. O convés blindado consistia em placas de aço macio de 55 a 60 milímetros colocadas sobre outras duas placas de dez milímetros. O deck de fragmentos abaixo dele compreendia duas camadas de placas de dezenove milímetros.

## Construção e carreira

### Pré-guerra
O Suffren, em homenagem ao Vice-amiral Pierre André de Suffren de Saint-Tropez, foi encomendado em 21 de abril de 1898 ao Arsenal de Brest. Ele foi batido em 5 de janeiro de 1899 e lançado em 25 de julho do mesmo ano. Seu equipamento foi atrasado devido ao atraso na entrega de acessórios e armaduras. O Suffren iniciou seus testes no mar em novembro de 1903, mas não foi comissionado até 3 de fevereiro de 1904. Em 18 de agosto de 1903, ele participou de um teste de artilharia com o pré-dreadnought Masséna, perto de Île Longue. Uma placa de aço macio de 550 milímetros de espessura, medindo 225 por 95 centímetros, foi fixada na lateral da torre dianteira do Suffren para determinar a resistência de uma placa de blindagem a um projétil de grande calibre com seis ovelhas colocadas na torre para simular sua tripulação. O Masséna ancorou a cem metros de distância do Suffren e disparou uma série de projéteis de 305 milímetros contra a placa. Os três primeiros eram projéteis de treinamento que arrancavam lascas da armadura. Os dois últimos projéteis, disparados com carga total, quebraram a placa, mas a torre do Suffren estava totalmente operacional, assim como seu sistema elétrico de controle de fogo Germain, e as ovelhas saíram ilesas. Um estilhaço atingiu o Masséna acima do cinto de armadura e deixou um buraco de quinze centímetros em seu casco. Outro estilhaço de cinquenta quilogramas pousou a poucos metros do Ministro da Marinha, Camille Pelletan, que observava os testes.
Quando o Suffren foi comissionado em Brest, ele foi designado para a Escadre de la Méditerranée logo depois. Depois de chegar a Toulon, tornou-se na nau capitânia do seu comandante, Vice-amiral Palma Gourdon, em 24 de fevereiro. Dois meses depois, ele levou o Presidente da França, Émile Loubet, numa visita de Estado a Nápoles. Com o passar do tempo, vários defeitos foram revelados em serviço, incluindo a fraqueza do cabrestante de baixa potência, que mal era capaz de levantar a âncora nas águas de quinze a vinte metros de profundidade. Outro problema era que o motor central e o eixo da hélice tendiam a superaquecer. Gourdon foi substituído pelo Vice-amiral Charles Touchard em 4 de outubro de 1905. Durante os exercícios da frota nas Îles des Hyères em 5 de fevereiro de 1906, o Suffren acidentalmente abalroou o submarino Bonite quando este calculou mal os movimentos da frota enquanto manobrava para a posição de tiro. O Bonite subiu até a profundidade do periscópio inferior a trinta metros na frente de Suffren, mas este último conseguiu virar rápido o suficiente enquanto o submarino estava mergulhando, o Suffren apenas atingiu o Bonite com um golpe de raspão. Isso foi suficiente, entretanto, para romper dois compartimentos lado a lado com a casa de máquinas de estibordo do navio e ele teve que ser atracado para reparos de emergência. A proa do Bonite foi esmagada e vários de seus tanques de lastro foram rasgados. Somento o baixamento da quilha foi capaz de evitar o afundamento. Nenhuma vítima foi contabilizada por nenhum dos navios. Durante o verão de 1906, os tubos de torpedo acima da água do Suffren foram removidos. Ele então participou de uma revisão internacional da frota em Marselha, em 16 de setembro.
Ele estava em doca seca ao lado do Iéna em 12 de março de 1907 em Toulon, quando o paiol deste último navio explodiu. A queima de fragmentos iniciou um pequeno incêndio a bordo do Suffren, mas ele não foi danificado pela explosão e participou das manobras anuais da frota que começaram em 1º de julho. Em 5 de novembro, o navio foi substituído como nau capitânia pelo semi-dreadnought Patrie, embora permanecesse designado para a 1re Division cuirassée (1ª Divisão de Batalha). No início de 1908, um telêmetro Barr e Stroud de dois metros foi montado na ponte de navegação. O Suffren foi transferido para a 3e Division cuirassée em julho. Durante as manobras ao largo de Golfe-Juan em 13 de agosto, o eixo da hélice de bombordo do navio quebrou e a hélice caiu na água a 26 metros de profundidade. Enquanto uma nova hélice foi encomendada à Indret, a hélice correspondente recuperada do Iéna foi usada com tanto sucesso que os engenheiros do navio solicitaram mantê-la no lugar e guardar a nova hélice como sobressalente. Esta proposta foi rejeitada pelo Ministério da Marinha e as peças foram trocadas. Também foi aproveitada a oportunidade para retrabalhar a montagem do eixo da hélice central para que superaquecesse com menos frequência. Em 1909, os couraçados da Escadre de la Méditerranée foram reorganizados em dois Escadre de ligne (esquadrões de batalha), cada um com um par de divisões de três navios; a 3e Division cuirassée agora atribuída à 2e Escadre de ligne. O Suffren, como o mais moderno dos pré-readnoughts, era frequentemente anexado ao 1re Escadre de ligne para substituir navios que estavam sendo reformados ou em reparos. Em novembro de 1910, o eixo da hélice de estibordo quebrou e a hélice se perdeu em águas profundas. Nenhuma peça estava disponível imediatamente, então o Suffren teve que esperar três meses pelos reparos; suas caldeiras foram reformadas enquanto uma nova era fabricada. Em 14 de fevereiro de 1911, a corrente da âncora do porto quebrou enquanto o Suffren conduzia exercícios de reboque com dois outros navios de guerra, matando um marinheiro e ferindo outros dois. O navio participou de uma revisão naval perto de Toulon em 4 de setembro. A Escadre de la Méditerranée foi renomeada como 1er Armée Navale (1º Exército Naval) em 31 de outubro, quando a Marine Nationale concentrou suas forças no Mediterrâneo.
Quando os carregadores do semi-dreadnought Liberté explodiram em Toulon em 25 de setembro de 1911, os destroços da explosão mataram quatro homens a bordo do Suffren. O navio foi transferido para a 2e Divisão cuirassée da 2e Escadre de ligne em substituição ao encouraçado destruído. Ela foi transferida para a 1re Division cuirassée da 3e Escadre de ligne em 14 de março de 1913 e tornou-se a nau capitânia do Vice-amiral Laurent Marin-Darbel, comandante da Escadre de ligne, quatro dias depois. As manobras anuais do 1er Armée Navale começaram em 19 de maio; quando foram concluídas os navios foram revisados pelo presidente Raymond Poincaré. A 3e Escadre de ligne foi dissolvida em 11 de novembro e o Suffren tornou-se a nau capitânia do Contre-amiral (Contra-almirante) Gabriel Darrieus, comandante da Division de complément (Divisão Complementar), quatro dias depois e foi substituído por sua vez pelo Contre-amiral Émile Guépratte em 1º de abril de 1914. Durante um exercício de frota em 28 de maio, o Suffren abalroou acidentalmente o encouraçado Démocratie; o último navio não foi danificado, mas o Suffren teve sua âncora de bombordo e o olhal da boça danificados e um buraco de 1,5 por um metro feito em seu casco que o forçou a retornar ao porto para reparos de emergência.

### Primeira Guerra Mundial

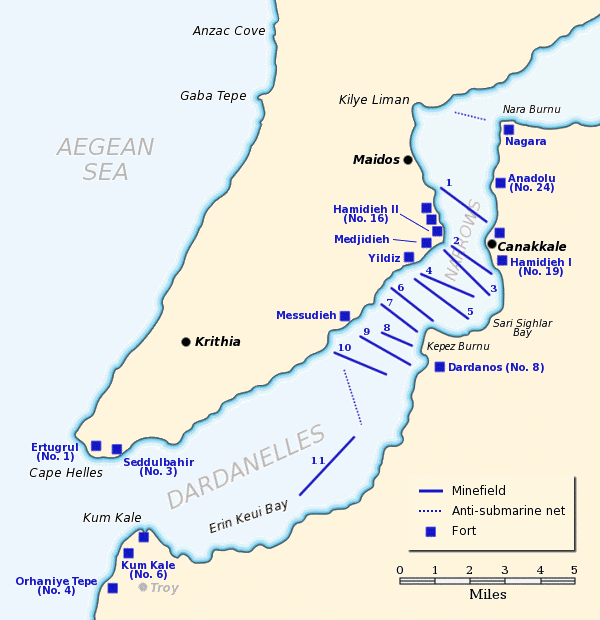
Defesas otomanas dos Dardanelos, fevereiro-março de 1915

Quando a Marine Nationale se mobilizou em antecipação à guerra em 1 de agosto, a Division de complément foi ordenada a ir a Argel, na Argélia Francesa, para proteger a rota do comboio para a França Metropolitana. Eles realizaram sua primeira missão de escolta em 6 de agosto antes de chegarem a Bizerta, na Tunísia Francesa, no dia 22, onde começaram a realizar patrulhas de contrabando nos Estreitos da Sicília. Em setembro, o Suffren foi equipado com telêmetros Barr e Stroud adicionais perto da ponte. Dois deles foram montados em trilhos transversais à frente e atrás da ponte. A antepara posterior foi removida e os dois canhões de cem milímetros na lateral da superestrutura foram movidos um convés abaixo. Guépratte reclamou que seus navios não eram adequados para tal missão e ele recebeu ordens de levar Suffren, o pré-dreadnought Saint Louis e o cruzador torpedeiro Cassini para Porto Saíde, Egito, para escoltar comboios de tropas da Índia britânica em 23 de setembro. No dia seguinte, ele recebeu ordem de se encontrar com o semi-dreadnought Vérité na ilha de Tenedos, onde se colocaria sob as ordens do vice-almirante britânico Sackville Carden para ajudar os navios britânicos no bloqueio dos Dardanelos para evitar qualquer surtida do do cruzador de batalha otomano Yavuz Sultan Selim e o cruzador ligeiro Midilli na volta ao Mediterrâneo. A Division de complément foi renomeada como Division des Dardanelos (Divisão de Dardanelos) para refletir seu novo papel. Em 3 de novembro, os dois couraçados franceses juntaram-se aos navios britânicos que bombardeavam as fortificações otomanas na foz dos Dardanelos. O curto bombardeio dos Aliados, durante o qual o Suffren disparou trinta projéteis de seus canhões principais, causou poucos danos, mas alertou os otomanos de que suas defesas precisavam ser reforçadas. Depois que o pré-dreadnought Gaulois chegou em 16 de novembro, o Suffren partiu para Toulon para uma longa reforma.

#### Campanha dos Dardanelos
O Suffren retornou aos Dardanelos em 9 de janeiro de 1915 e retomou seu papel como capitânia do esquadrão. Ele bombardeou o forte otomano de Kum Kale, no lado asiático do estreito, em 19 de fevereiro. O Bouvet ajudou Suffren enviando correções de tiro via rádio enquanto Gaulois fornecia fogo de contrabateria para suprimir a artilharia costeira otomana. No final do dia, o pré-readnought britânico HMS Vengeance estava bombardeando o forte em Orhaniye Tepe, no lado asiático do estreito, e começou a receber fogo pesado ao se aproximar do forte. O cruzador de batalha HMS Inflexible tentou suprimir a artilharia costeira para permitir que o Vengeance se libertasse, mas não teve sucesso. Suffren e Gaulois tiveram que combinar seu fogo com o do Inflexible antes que o Vengeance pudesse se retirar com sucesso. O Suffren disparou trinta projéteis de 305 milímetros e 227 projéteis de seus canhões secundários durante o dia.
O Suffren também participou de forma mais limitada no bombardeio de 25 de fevereiro contra os mesmos alvos, mas teve muito mais sucesso, pois o Suffren e os outros navios chegaram a cerca de 2 700 metros dos fortes. Em 2 de março, a esquadra francesa bombardeou alvos no Golfo de Saros, na base da Península de Gallipoli. Em 7 de março, a esquadra francesa tentou suprimir os canhões otomanos nos Dardanelos enquanto os couraçados britânicos bombardeavam as fortificações. Guépratte e sua esquadra retornaram ao Golfo de Saros em 11 de março, onde bombardearam novamente as fortificações otomanas.
Eles voltaram para ajudar no grande ataque às fortificações planejado para 18 de março. Os navios britânicos fizeram a entrada inicial nos Dardanelos, mas os navios franceses passaram por eles para enfrentar os fortes mais de perto. Pouco depois de fazer isso, o Suffren estava sob fogo pesado e foi atingido nada menos que catorze vezes em quinze minutos. A maioria não causou danos significativos, incluindo um projétil de 240 milímetros que ricocheteou na torre de 305 milímetros, mas um projétil de 240 milímetros ricocheteou na torre de 164 milímetros de bombordo e arrancou o teto da casamata de bombordo, matando toda a tripulação do canhão. Alguns destroços em chamas caíram no carregador daquela arma e iniciaram um incêndio, mas o compartimento foi rapidamente inundado para evitar uma explosão. Outra bala perfurou um buraco de oitenta milímetros na proa que inundou a base da torre dianteira. Enquanto a esquadra francesa se retirava de acordo com a ordem do almirante John de Robeck, o Bouvet atingiu uma mina e afundou em 55 segundos. O Suffren baixou sua barcaça de almirante, seu único barco intacto, e resgatou 75 homens antes de ter que escoltar o Gaulois gravemente danificado para longe dos Dardanelos. Este último estava inundando pela proa e teve que ser encalhado em uma das Ilhas Coelho, na entrada dos Dardanelos, antes de afundar.
Eles voltaram para ajudar no grande ataque às fortificações planejado para 18 de março. Os navios britânicos fizeram a entrada inicial nos Dardanelos, mas os navios franceses passaram por eles para enfrentar os fortes mais de perto. Pouco depois de fazer isso, o Suffren estava sob fogo pesado e foi atingido nada menos que catorze vezes em quinze minutos. A maioria não causou danos significativos, incluindo um projétil de 240 milímetros que ricocheteou na torre de 305 milímetros, mas um projétil de 240 milímetros ricocheteou na torre de 164 milímetros de bombordo e arrancou o teto da casamata de bombordo, matando toda a tripulação do canhão. Alguns destroços em chamas caíram no carregador daquela arma e iniciaram um incêndio, mas o compartimento foi rapidamente inundado para evitar uma explosão. Outra bala perfurou um buraco de oitenta milímetros na proa que inundou a base da torre dianteira. Enquanto a esquadra francesa se retirava de acordo com a ordem do almirante John de Robeck, o Bouvet atingiu uma mina e afundou em 55 segundos. O Suffren baixou sua barcaça de almirante, seu único barco intacto, e resgatou 75 homens antes de ter que escoltar o Gaulois gravemente danificado para longe dos Dardanelos. Este último estava inundando pela proa e teve que ser encalhado em uma das Ilhas Coelho, na entrada dos Dardanelos, antes de afundar.

O Suffren foi originalmente planejado para ser reformado na base naval de Bizerta, mas o local foi mudado quando o estaleiro de Lorient informou ao Estado-Maior Naval que havia espaço para ele. Em 15 de novembro, o navio partiu para reabastecer em Bizerta, onde chegou em 18 de novembro. Ele partiu em 20 de novembro para Gibraltar; o mau tempo no caminho atrasou sua chegada até 23 de novembro. O Suffren parou e partiu de Gibraltar no dia seguinte sem escolta. Na manhã de 26 de Novembro, cerca de 93 quilômetros ao largo da costa portuguesa perto de Lisboa, foi torpedeado pelo submarino alemão SM U-52, que estava a caminho da base naval austro-húngara em Cattaro, no Mar Adriático. O torpedo detonou um carregador e o Suffren afundou em segundos, levando consigo toda a sua tripulação de 648 pessoas. O U-52 vasculhou o local, mas não encontrou sobreviventes.